# Грієшть
Грієшть, Грієшті (рум. Griești) — село у повіті Ясси в Румунії. Входить до складу комуни Цибенешть.
Село розташоване на відстані 291 км на північ від Бухареста, 32 км на південний захід від Ясс.

## Населення
За даними перепису населення 2002 року у селі проживали 279 осіб, усі — румуни. Усі жителі села рідною мовою назвали румунську.